# خراش قرنیه
خراش قرنیه، یا ساییدگی قرنیه حالتی است که به علت‌های مختلف قرنیه دچار خراش یا ساییدگی می‌شود. علائم شامل درد و قرمزی و حساسیت به نورو احساس جسم خارجی در چشم است. اکثر مردم به‌طور کامل در عرض 3 روزبهبود می‌یابند.
اکثر موارد به علت جزئی تروما ی ایجاد شده به چشم مانند ا می‌تواند رخ دهد مثلاً استفاده از لنز تماسی یا برخورد ناخن. حدود ۲۵ درصد از موارد در محل کاررخ می‌دهد. تشخیص به وسیلهٔ معاینه با شکاف لامپ اسلیت لمپ پس از fluorescein رنگ اعمال شده‌است. بیشتر صدمات قابل توجه مانند زخم قرنیه پارگی گلوب سندروم فرسایش مکرر و وجود یک جسم خارجی در داخل چشم را باید رد کرد.
پیشگیری، شامل استفاده از محافظ چشم‌ها است. درمان به‌طور معمول با آنتی بیوتیک و پماد می‌باشد. در کسانی که از لنزهای تماسی استفاده می‌کنند یکآنتی‌بیوتیک fluoroquinolone اغلب توصیه می‌شود. پاراستامول (استامینوفن) و داروهای غیر استروئیدیو قطره چشم سیکلوپلژیک مانند cyclopentolate که فلج مردمک می‌دهد، می‌تواند به کاهش درد کمک کند. شواهد قاطعی مبنی بر مفید بودن پچ بانداژ در خراش سادهٔ قرنیه وجود ندارد.
تقریباً ۳ نفر در هر ۱۰۰۰ نفر هستند در یک سال در ایالات متحده دچار این حالت می‌شوند. مردان بیشتر از زنان تحت تأثیر قرار دارند. گروه سنی که بیشتر تحت تأثیر قرار دارند کسانی هستند که در سنین 20s و 30s قرار دارند. عوارض می‌تواند شامل کراتیت باکتریایی، زخم قرنیه و iritis است. عوارض ممکن است در ۸ درصد از مردم رخ دهد.

## علائم و نشانه ها
علامات و سیمپتوم‌های خراش قرنیه شامل درد، حساسیت به نور، احساس جسم خارجی، ترشح اشک رفلکسی می‌باشد. علامت‌ها شامل آسیب اپیتلیوم و ادم آن است و بعضی اوقات قرمزی رخ می‌دهد. دید ممکن است تار شود که به دلیل اشک ریزش زیاد و ادم قرنیه می‌باشد. ترشحات کراست مانندممکن است به دلیل اشک ریزش زیاد وجود داشته باشند.

## علل
خراش قرنیه به‌طور کلی در نتیجه ضربه به سطح چشمهاست. علل شایع عبارتند از برخورد ناگهانی انگشت، برخورد به یک شاخه درخت و با استفاده از لنز تماسی است. یک جسم خارجی در چشم نیز ممکن است باعث خراش شود اگر چشم مالیده شود.
آسیب نیز می‌تواند توسط لنزهای تماسی نرم یا سخت که بیش از حد در چشم مانده‌اند ایجاد شود. آسیب ممکن است حتی هنگام برداشتن لنز نیز اتفاق بیوفتد. علاوه بر این اگر قرنیه بیش از حد خشک شود ممکن است شکننده تر شده و به راحتی توسط جنبش در سراسر سطح چشم آسیب ببیند. لنز تماسی نرم با قرار گرفتن در چشم در طول شب به‌طور گسترده به کراتیت گرم منفی (عفونت قرنیه) به خصوص توسط باکتری شناخته شده سودوموناس آئروژینوزا پیشرفت کند. هنگامی که دریک قرنیه سایش رخ می‌دهد، یا به دلیل تماس با لنز خود یا منبع دیگری، قرنیه مجروح بسیار بیشتر مستعد ابتلا به این نوع عفونت باکتریایی است.
ساییدگی قرنیه می‌تواند به علت دیسروفی‌های قرنیه نیز اتفاق بیوفتد. یکی از این موارد دیستروفی شبکه‌ای قرنیه است که از دیستروفی‌های اپیتیلیوم قرنیه به‌شمار می‌آید.
این دیستروفی موجب کاهش دید و درد در ناحیه قرنیه می‌شود.

## تشخیص
اگرچه خراش‌های قرنیه با افتالموسکوپ، ممکن است دیده شود اما با اسلیت لمپ با بزرگنمایی بیشتری قابل تشخیص است. برای کمک به تشخیص می‌توان از فلورسین و فیلتر آبی کبالت استفاده نمود.
یک جستجوی دقیق باید برای وجود هرگونه جسم خارجی به ویژه در زیر پلک انجام شود.

## درمان

### داروها
آنتی‌بیوتیک‌های موضعی ممکن است برای درمان مطلوب باشند.
یک بررسی نشان داده است که قطره چشم بی‌حس‌کننده در سطح چشم مانند تتراکائین در بهبود درد مفید است؛ اما ایمنی آن مشخص شده نیست. یکی دیگر از بررسی‌ها نشان داده است که شواهدی از سود و ایمنی آن‌ها به میزان کافی نیست.
قطره NSAID نیز مفید است. ۲۰۰۰ بررسی هیچ شواهد خوبی برای حمایت از داروها که فلج تطابق می‌دهند وجود ندارد. طبق یک مقاله مروری در سال ۲۰۱۷ پیشنهاد می‌دهد که داروهای NSAID موضعی به‌طور بارزی باعث کاهش درد دربیماران می‌شوند اما شواهدی مبنی بر کاهش درد توسط داروهای خوراکی گزارش نشد

### پچ بانداژ
طبق یک مطالعه متا آنالیز شواهدی مبنی بر مفید بودن استفاده از پچ بانداژوجود ندارد

### عود بیماری
شواهد خوبی برای درمان بیماری‌های راجعه وجود ندارد مخصوصاً استفاده از لنز تماسی به نظر چندان مفید به نظر نمی‌رسد.

## عوارض
نکته مهم در وجود جسم خارجی در چشم این است که کامل از چشم خارج شود خصوصاً اگر از جنس آهن می‌باشد باید موارد باقی مانده از زنگ آهن نیز کاملاً پاک سازی شود.